# El Pueblo de la Libertad
El Pueblo de la Libertad (en italiano, Il Popolo della Libertà; PdL) fue un partido político italiano de centroderecha. El PdL fue lanzado el 27 de febrero de 2008 por Silvio Berlusconi como lista electoral, que incluía a Forza Italia y Alianza Nacional, para las elecciones generales de Italia de 2008. Posteriormente, la lista se volvió un partido político en el congreso partidario del 27–29 de marzo de 2009. Entre los principales miembros del partido se encontraban Angelino Alfano (secretario nacional), Renato Schifani, Renato Brunetta, Roberto Formigoni, Maurizio Sacconi, Maurizio Gasparri, Mariastella Gelmini, Antonio Martino, Giancarlo Galan, Maurizio Lupi, Gaetano Quagliariello, Daniela Santanchè, Sandro Bondi, y Raffaele Fitto.
El PdL formó el gobierno de Italia de 2008 a 2011 en coalición con la Liga Norte. Después de haber apoyado al gobierno tecnocrático de Mario Monti de 2011-2012, el partido formó parte del gobierno de Enrico Letta con el Partido Democrático, Elección Cívica y la Unión de Centro. Alfano se desempeñó como vice primer ministro y ministro del Interior. En junio de 2013, Berlusconi anunció el resurgimiento de Forza Italia y la transformación del PdL en una coalición de centroderecha. El 16 de noviembre de 2013, el consejo nacional del PdL votó a favor de disolver el partido y crear un nuevo partido Forza Italia; La asamblea fue abandonada por un grupo de disidentes, encabezados por Alfano, que había lanzado la Nueva Centroderecha el día anterior.

## Historia

### Antecedentes
En el período previo a las elecciones generales de Italia de 2006, los partidos miembros de la coalición Casa de las Libertades hablaron de fusionarse en un "partido unido de moderados y reformadores". Forza Italia (FI), Alianza Nacional (AN) y la Unión de Demócratas Cristianos y de Centro (UDC) parecían interesados en el proyecto. Sin embargo, poco después de las elecciones, el líder de la UDC, Pier Ferdinando Casini, que había sido un socio reacio de la coalición, comenzó a distanciarse de sus aliados históricos. Otro partido de la coalición, Liga Norte (LN), no mostró interés en la idea, debido a su carácter de partido regionalista.
El 2 de diciembre de 2006, durante una gran manifestación del centroderecha en Roma contra el gobierno de Romano Prodi, Silvio Berlusconi propuso la fundación de un "partido de la libertad", subrayando que todos los votantes de centroderecha formaban parte de un único "pueblo de la libertad". El 21 de agosto de 2007, Michela Brambilla, presidenta de los Circulos de la Libertad (un grupo de base), registró el nombre y el símbolo del "Partido de la Libertad" (Partito della Libertà) en nombre de Berlusconi, pero ninguno de los aliados de Berlusconi parecía interesado en unirse a ese partido y algunos altos dignatarios de la FI parecieron decepcionados.

### Rivoluzione del predellino

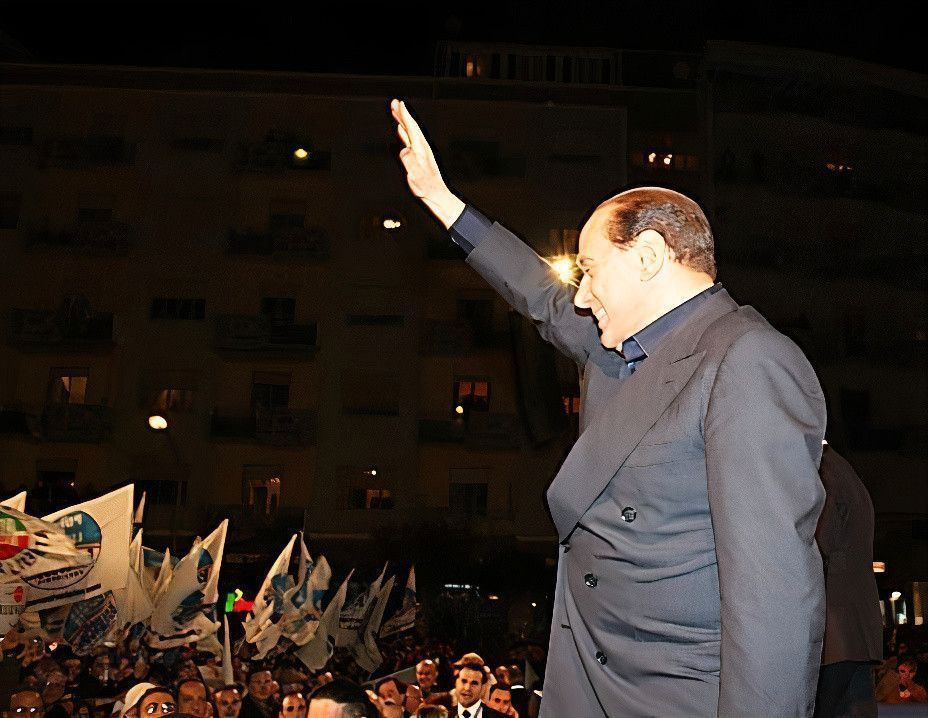
Silvio Berlusconi en un mitin de PdL.

El 18 de noviembre de 2007, Berlusconi afirmó que sus seguidores habían recogido más de 7 millones de firmas en un llamamiento exigiendo al Presidente de la República, Giorgio Napolitano, que convocara nuevas elecciones generales. Poco después, desde el estribo de un coche en la concurrida Piazza San Babila de Milán, anunció que FI pronto se fusionaría o se transformaría en un nuevo "partido del pueblo italiano". El nuevo rumbo se denominó así "revolución del estribo" (rivoluzione del predellino) y esta expresión pronto se hizo muy popular tanto entre los partidarios de Berlusconi como entre sus adversarios.
Al principio, el destino de FI no estaba claro. Más tarde, se explicó que el núcleo del nuevo partido estaría formado por FI, los Circulos de la Libertad y otros grupos de base, y que también se unirían algunos partidos menores de la Casa de las Libertades. El líder de la AN, Gianfranco Fini, hizo declaraciones muy críticas en los días posteriores al anuncio de Berlusconi, declarando el fin de su apoyo a Berlusconi como candidato a primer ministro y que su partido no se uniría al nuevo partido. También el líder de la UDC, Casini, criticó la idea desde el principio y pareció interesado en una coalición alternativa con Fini.

### Fundación y primeros años
El 24 de enero, el Segundo Gobierno Prodi cayó como resultado de la crisis política de Italia de 2008, allanando el camino para unas nuevas elecciones generales. El día después, Berlusconi insinuó que FI probablemente participaría en sus últimas elecciones y pospuso la fundación del nuevo partido hasta después de las elecciones. En un ambiente de reconciliación con Fini, Berlusconi también afirmó que el nuevo partido podría contar con la participación de otros partidos. El 8 de febrero, Berlusconi y Fini acordaron formar una lista conjunta bajo la bandera de El Pueblo de la Libertad (PdL), en alianza con LN.
Además de Forza Italia y la Alianza Nacional, varios partidos y grupos menores optaron por unirse al PdL: 
- Los Circulos de la Libertad de Michela Vittoria Brambilla,
- Los Circulos del Buen Gobierno de Marcello Dell'Utri,
- Los Populares Liberales (un grupo escindido de la UDC) de Carlo Giovanardi,
- La Democracia Cristiana por las Autonomías de Gianfranco Rotondi,
- El Partido de los Pensionistas de Carlo Fatuzzo,
- Los Reformistas Liberales de Benedetto Della Vedova,
- El Partido Republicano Italiano de Francesco Nucara,
- El Nuevo Partido Socialista Italiano de Stefano Caldoro,
- Los Liberal Demócratas (un grupo escindido de La Margarita) de Daniela Melchiorre,
- ¡Decide! de Daniele Capezzone,
- Italianos en el Mundo de Sergio De Gregorio,
- Acción Social de Alessandra Mussolini,
- La Derecha Libertaria (un grupo escindido de La Derecha) de Luciano Buonocore y
- Los Socialistas Reformistas de Donato Robilotta.

En las elecciones generales de Italia de 2008, el PdL obtuvo el 37,4% de los votos, consiguió 276 diputados y 146 senadores y se convirtió en el partido más grande de Italia. El PdL fue también el primer partido desde la Democracia Cristiana en las elecciones generales de Italia de 1979 en obtener más del 35% del voto popular.
El 27–29 de marzo de 2009, el nuevo partido celebró su primer congreso en Roma y fue fundado oficialmente. Berlusconi fue elegido presidente, Sandro Bondi, Ignazio La Russa y Denis Verdini fueron nombrados coordinadores nacionales, Maurizio Lupi secretario de organización y Daniele Capezzone portavoz.
En las elecciones al Parlamento Europeo de 2009, el partido obtuvo el 35,2% de los votos nacionales, obteniendo 29 eurodiputados.
En la gran vuelta de las elecciones regionales de 2010, el PdL retuvo Lombardía con Roberto Formigoni (en coalición con LN), ganó Lacio con Renata Polverini (exlíder del Sindicato General del Trabajo), Campania con Stefano Caldoro (un destacado socialista) y Calabria con Giuseppe Scopelliti (un exmiembro de la AN). El PdL también jugó un papel decisivo en las victorias de la centroderecha en Véneto y Piamonte, donde fueron elegidos dos presidentes de LN, Luca Zaia y Roberto Cota, respectivamente.

### Berlusconi vs. Fini

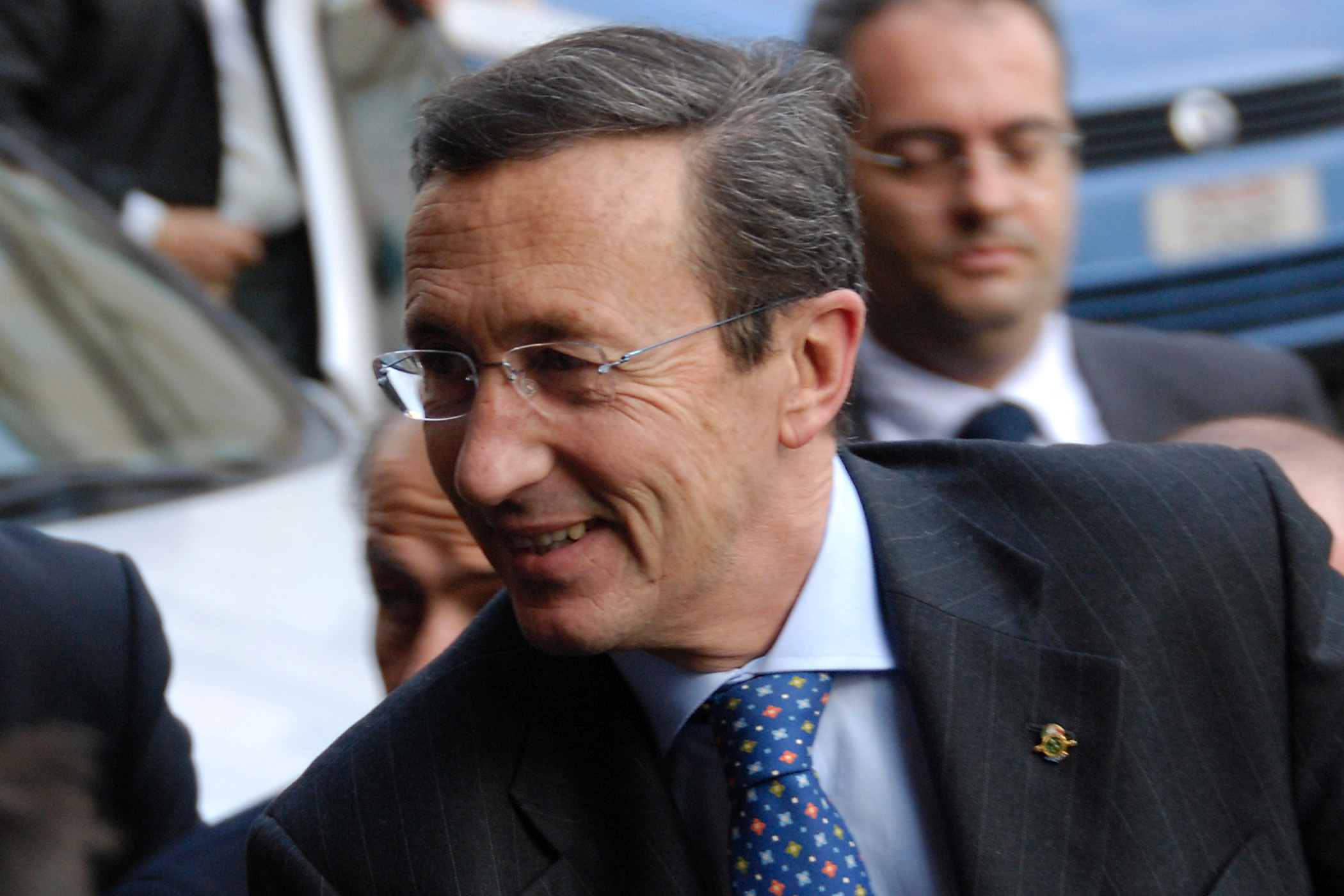
Gianfranco Fini

Entre 2009 y 2010, Gianfranco Fini, exlíder de la conservadora AN y presidente de la Cámara de Diputados, se convirtió en un crítico abierto del liderazgo de Berlusconi. Fini se apartó de la línea mayoritaria del partido en materia de investigación con células madre, cuidados al final de la vida, testamento vital e inmigración, y era un defensor de una organización del partido más estructurada. Sus críticas se dirigieron al estilo de liderazgo de Berlusconi, que tendía a confiar en su carisma personal para liderar el partido desde el centro, y apoyaba una forma más ligera de partido, que en su opinión debía ser un partido-movimiento activo sólo en tiempos electorales, como la FI original y, en algunos aspectos, la de los partidos políticos de Estados Unidos.
Aunque algunos Finiani, como Italo Bocchino, Carmelo Briguglio y Fabio Granata, compartían las opiniones de Fini sobre cuestiones morales y de inmigración, muchos otros, incluidos Andrea Ronchi y Adolfo Urso, eran tradicionalistas. De hecho, la mayoría de los Finiani eran conservadores del sur que se oponían a la firme alianza de Berlusconi con LN, a la reforma federal y a la política económica de Giulio Tremonti. Fini hizo avances entre las filas liberales y centristas de la antigua FI, pero perdió el apoyo de la mayoría de los miembros destacados de la antigua AN, en particular de Ignazio La Russa, Maurizio Gasparri y Altero Matteoli, que se convirtieron en estrechos aliados de Berlusconi. Otros, incluidos Gianni Alemanno y Alfredo Mantovano, encontraron puntos en común con los democristianos del partido.
El 15 de abril de 2010, Bocchino lanzó una asociación llamada Generación Italia para representar mejor las opiniones de Fini dentro del partido. Cinco días después, 52 parlamentarios (39 diputados y 13 senadores) firmaron un documento de apoyo a Fini y sus tesis, mientras que otros 74 parlamentarios exmiembros de la AN, entre ellos La Russa, Gasparri, Matteoli y Giorgia Meloni, además de Alemanno, alcalde de Roma, firmaron un documento alternativo en el que reafirmaban su lealtad al partido y a Berlusconi. El 22 de abril de 2010, el consejo nacional del PdL se reunió en Roma por primera vez en un año. El conflicto entre Fini y Berlusconi fue retransmitido en directo por televisión. Al final del día, una resolución propuesta por los leales a Berlusconi fue presentada ante la asamblea y aprobada casi por unanimidad.
Después de eso, los enfrentamientos entre Fini y Berlusconi se hicieron aún más frecuentes y alcanzaron su punto máximo a finales de julio, cuando Fini cuestionó la moralidad de algunos peces gordos del partido bajo investigación. El 29 de julio de 2010, el comité ejecutivo publicó un documento (votado por 33 miembros de 37) en el que se describía a Fini como "incompatible" con la línea política del PdL e incapaz de desempeñar su cargo de Presidente de la Cámara de Diputados en un manera neutral. Berlusconi pidió a Fini que dimitiera y el ejecutivo propuso la suspensión de la afiliación al partido de Bocchino, Briguglio y Granata, que habían criticado duramente a Berlusconi y acusado a algunos miembros del partido de delitos penales. Como respuesta, Fini y sus seguidores formaron sus propios grupos en ambas cámaras bajo el nombre de Futuro y Libertad (FLI).
Pronto quedó claro que el FLI abandonaría el PdL y se convertiría en un partido independiente. El 7 de noviembre, durante una convención en Bastia Umbra, Fini pidió a Berlusconi que dimitiera como primer ministro y propuso un nuevo gobierno que incluyera a la Unión de Centro (UdC). Unos días más tarde, los cuatro miembros del FLI en el gobierno dimitieron. El 14 de diciembre, el FLI votó contra Berlusconi en un voto de confianza en la Cámara de Diputados, votación que ganó Berlusconi por 314 a 311.

### Reorganización y descontentos
En mayo de 2011, el partido sufrió un duro golpe en las elecciones locales. Particularmente dolorosa fue la pérdida de Milán, la ciudad natal de Berlusconi y bastión del partido, donde la alcaldesa saliente del PdL, Letizia Moratti, fue derrotada por Giuliano Pisapia, un independiente de izquierda cercano al partido Izquierda Ecología Libertad de Nichi Vendola.

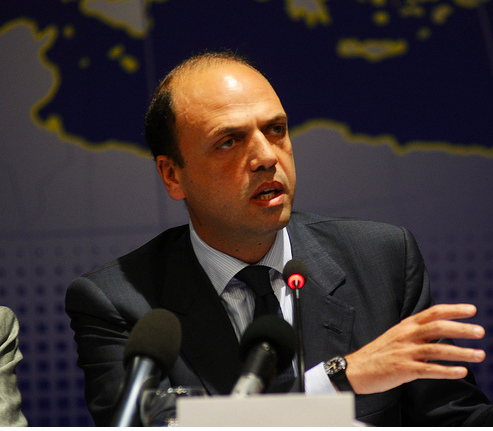
Angelino Alfano

En respuesta a esto y a la creciente fibrilación dentro de las filas del partido (especialmente entre Scajoliani y exmiembros de la AN), Angelino Alfano, entonces ministro de Justicia, fue elegido secretario nacional encargado de reorganizar y renovar el partido. El nombramiento de Alfano, de 40 años, un ex demócrata cristiano que luego fue líder de FI en Sicilia, fue aprobado por unanimidad por el ejecutivo del partido. Sin embargo, el ministro de Economía, Giulio Tremonti, expresó su preocupación de que el candidato "nos haga perder votos en el Norte". El 1 de julio, el consejo nacional modificó los estatutos del partido y Alfano fue elegido secretario con poca oposición.
Alfano dirigió el partido a través de una enorme campaña de afiliación y, el 1 de noviembre, anunció que más de un millón de personas se habían unido al partido. También impulsó al partido en una dirección democristiana. Las facciones que más se beneficiaron del esfuerzo fueron las de Roberto Formigoni (Red Italia), Ignazio La Russa (Italia Protagonista) y Franco Frattini (Liberamente). La democristianización del partido y la percibida marginación de liberales y socialdemócratas llevaron a algunos a abandonar el partido. Uno de ellos, Carlo Vizzini, declaró: "Parece que el PdL se convertirá en la sección italiana del Partido Popular Europeo [que ya lo era]. Vengo de otra tradición: he sido secretario del PSDI y fui uno de los fundadores del Partido de los Socialistas Europeos. Cuando me uní a Forza Italia había liberales, socialistas y radicales. Ahora todo ha cambiado."
En medio de la crisis de la deuda soberana europea, el 14 de octubre, tras los llamamientos de Claudio Scajola y Giuseppe Pisanu para un nuevo gobierno, dos diputados cercanos a Scajola, Giustina Destro y Fabio Gava, votaron en contra de Berlusconi durante un voto de confianza y abandonaron completamente el partido. El 2 de noviembre, Destro y Gava, junto con Roberto Antonione, Giorgio Stracquadanio, Isabella Bertolini y Giancarlo Pittelli (que había abandonado el partido junto con Santo Versace en septiembre), promovieron una carta abierta en la que pedían la renuncia de Berlusconi. En contexto, Antonione anunció que dejaba el partido. En los días siguientes, tres diputados más, Alessio Bonciani, Ida D'Ippolito y Gabriella Carlucci, se marcharon para incorporarse a la UdC. En tres meses, el PdL había perdido 15 diputados y 4 senadores, incluidos los 7 diputados y 3 senadores que lanzaron Fuerza del Sur bajo Gianfranco Micciché.

### Renuncia de Berlusconi

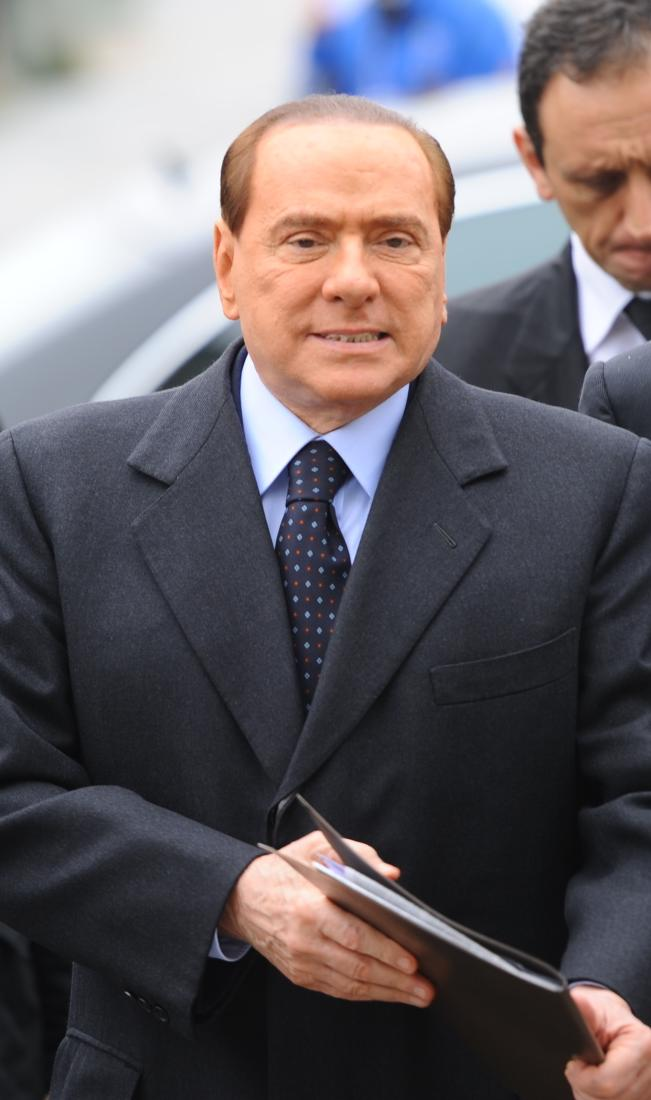
Silvio Berlusconi en 2012.

El 7 de noviembre de 2011, el entonces líder de la Liga Norte, Umberto Bossi, propuso a Angelino Alfano como sucesor de Berlusconi. El 8 de noviembre, durante una votación clave, la Cámara aprobó un informe financiero gracias a la abstención de los partidos de la oposición, pero Berlusconi obtuvo sólo 308 votos, a 8 de la mayoría absoluta. Posteriormente, Berlusconi anunció que tenía intención de dimitir tras la aprobación del proyecto de ley de presupuesto. Siguieron días de agitación. No sólo el partido estaba muy dividido, sino que también sus numerosas facciones y grupos estaban divididos. Como el nombramiento de Mario Monti, economista independiente y ex comisario europeo, parecía muy probable, algunos miembros del partido quisieron apoyar al nuevo posible gobierno (y algunos incluso querían unirse a él), mientras que otros estaban resueltamente en contra y preferían una elección anticipada. Alfano, en su calidad de secretario, tuvo que mediar.
Entre los democristianos del partido Roberto Formigoni, Maurizio Lupi y Raffaele Fitto (Red de Italia), Claudio Scajola (Fundación Cristóbal Colón), y Giuseppe Pisanu (de ahí Pisaniani) apoyaron a Monti, mientras que Gianfranco Rotondi (Democracia Cristiana por las Autonomías) y Carlo Giovanardi (Populares Liberales) no lo hicieron. Dentro de Liberamente y entre los socialistas del partido, Franco Frattini (que amenazó con abandonar el partido) y Fabrizio Cicchitto estaban a favor, mientras que Mariastella Gelmini, Paolo Romani, Maurizio Sacconi, Renato Brunetta y, encubiertamente, Giulio Tremonti estaban en contra. La gran mayoría de los exmiembros de la AN (Ignazio La Russa, Maurizio Gasparri, Altero Matteoli, Giorgia Meloni, etc.) estaban en contra, mientras que una minoría (principalmente Gianni Alemanno) estaban a favor.
El 12 de noviembre, Berlusconi finalmente presentó su renuncia al presidente Giorgio Napolitano. La ejecutiva del PdL decidió apoyar un gobierno liderado por Monti bajo algunas condiciones, la primera es que no debería incluir políticos sino sólo tecnócratas. El Gobierno Monti asumió sus funciones el 16 de noviembre. En las siguientes votaciones de confianza en las dos cámaras del Parlamento, el PdL votó mayoritariamente a Monti. Sin embargo, algunos miembros del partido, entre ellos Antonio Martino, Gianfranco Rotondi y Alessandra Mussolini, abandonaron el partido. Posteriormente, LN rompió sus vínculos con el PdL a nivel nacional.

### Elecciones generales de 2013
Después de una larga deliberación, el 24 de octubre de 2012, Berlusconi finalmente anunció que no volvería a postularse para primer ministro en las elecciones generales de Italia de 2013. En un comunicado de prensa escrito, el líder del PdL también insinuó que el partido elegiría a su sucesor mediante una primaria abierta el 16 de diciembre.
Berlusconi, que elogió a Monti, parecía apuntar a una nueva centroderecha liderada por Monti y un PdL liderado por Alfano. El 25 de noviembre, ocho candidatos presentaron el número de firmas requerido en apoyo de su candidatura: Angelino Alfano, Giorgia Meloni, Giancarlo Galán (que renunció inmediatamente después), Guido Crosetto, Daniela Santanchè, Michaela Biancofiore, Giampiero Samorì y Alessandro Cattaneo. Sin embargo, el 28 de noviembre, después de que Berlusconi expresara dudas sobre su éxito, las primarias fueron canceladas por completo. El 6 de diciembre, Alfano anunció que Berlusconi volvería a presentarse como candidato a primer ministro. Tan pronto como el 12 de diciembre, Berlusconi dio marcha atrás y afirmó que si Monti se postulara para primer ministro como líder de un centroderecha unido (incluida también la Italia Futura de Luca Cordero di Montezemolo), se haría a un lado y lo apoyaría. La medida apaciguó a la mayoría pro-Monti del partido, al tiempo que decepcionó a otras alas del partido.
El 16 de diciembre, la mayoría centrista del partido, formada por varias facciones dirigentes (Liberamente, Red de Italia, Reformisom y Libertad, Populares Liberales, Nueva Italia, FareItalia, etc.), se manifestaron en Roma bajo el lema "Italia Popular": en presencia de Alfano, la mayor parte del partido expresó su apoyo a Monti y Berlusconi. El mismo día, un grupo de reformistas anti-Monti, encabezados por Crosetto y Meloni, organizaron una manifestación separada y abrazaron puntos de vista opuestos. El 17 de diciembre, Ignazio La Russa anunció que dejaría el PdL para formar una "Centroderecha Nacional", con el objetivo de representar no sólo a los derechistas anti-Monti, sino también a los liberales y demócratas cristianos en torno a Crosetto. El 21 de diciembre, la Centroderecha Nacional de La Russa y los grupos en torno a Crosetto y Meloni unieron fuerzas y formaron Hermanos de Italia. Para completar el cuadro de un centroderecha muy fragmentado, en los meses anteriores ya se habían producido dos escisiones menores pero significativas del PdL: el 3 de octubre, Giulio Tremonti abandonó el partido para formar la Lista Trabajo y Libertad, mientras que el 22 de noviembre un grupo de diputados, encabezados por Isabella Bertolini, formó Italia Libre.
A principios de enero de 2013, después de que Berlusconi anunciara su regreso como líder del partido y Monti se negara a unir fuerzas con el PdL, la mayor parte del partido se reunió nuevamente detrás de Berlusconi y sólo unos pocos miembros destacados, entre ellos Mario Mauro, abandonaron el partido para unirse al partido Elección Cívica de Monti. La mayor parte de la centroderecha se reagrupó en torno al PdL, que participó en las elecciones generales de febrero en coalición con la Liga Norte (incluida la Lista Trabajo y Libertad), Hermanos de Italia, La Derecha, el Gran Sur (incluido el Movimiento por las Autonomías), el Partido de los Pensionistas, los Moderados en Revolución y Acuerdo Popular.
En las elecciones, el PdL obtuvo el 21,6% de los votos (–15,8% respecto a 2008) y la coalición se quedó a sólo un 0,3% de la centroizquierda. Después de algunos intentos infructuosos por parte de Pier Luigi Bersani, líder del Partido Democrático, de formar gobierno, el PdL se unió al gobierno de gran coalición de Enrico Letta, aportando cinco ministros, entre ellos Angelino Alfano (que fue nombrado vice primer ministro y ministro del Interior), dos viceministros y varios subsecretarios.

### Renacimiento de Forza Italia
El 28 de junio de 2013, Berlusconi anunció la reactivación de la extinta Forza Italia y la transformación del PdL en una coalición de centroderecha.
El 1 de agosto de 2013, Berlusconi fue declarado culpable de evasión fiscal y condenado a cuatro años de prisión, siendo los últimos tres indultados automáticamente. El 18 de septiembre, mientras se debatía la promulgación de una prohibición de seis años para ocupar cargos públicos, como exige la "ley Severino", el comité del Senado encargado de las elecciones se negó a respaldar una resolución del PdL que renunciaba a la prohibición de Berlusconi, ya que tanto el PD como el M5S no estuvieron de acuerdo. El mismo día, Berlusconi lanzó la nueva Forza Italia (FI) y se comprometió a seguir siendo su líder en cualquier caso. La posible coalición PdL podría incluir al nuevo FI, la Liga Norte y otros partidos. De hecho, en desacuerdo con el liberalismo de la nueva FI, algunos miembros liderados por el exalcalde de Roma Gianni Alemanno, que abandonó el PdL en octubre de 2013, podrían formar un partido conservador inspirado en la extinta Alianza Nacional (AN), junto con Hermanos de Italia y otros partidos menores de derecha, y finalmente se unirán a la coalición.
Después de meses de disputas en el seno del partido entre "palomas", que apoyan al gobierno de Letta, y "halcones", muy críticos con él, el 28 de septiembre Berlusconi pidió a los cinco ministros del partido (Angelino Alfano, Maurizio Lupi, Gaetano Quagliariello, Beatrice Lorenzin y Nunzia De Girolamo) renunciar al gobierno por un aumento de impuestos. Los ministros obedecieron, pero dejaron claro que disentían de la decisión; Quagliariello y Lorenzin anunciaron que tal vez no se unirían a la nueva FI, mientras que Alfano se describió a sí mismo como "diferentemente berlusconiano". Los moderados del partido, principalmente democristianos como Alfano y Lupi (Roberto Formigoni, Carlo Giovanardi, etc.) y socialdemócratas (Fabrizio Cicchitto, Maurizio Sacconi, etc.), se pusieron del lado de los ministros, mientras que los halcones liderados por Daniela Santanchè, en su mayoría liberales (Antonio Martino, Denis Verdini, Giancarlo Galan, Renato Brunetta, Sandro Bondi, Niccolò Ghedini, Daniele Capezzone, etc.) apoyaron la salida del gobierno.
El 2 de octubre, un voto de confianza, convocado por el primer ministro Letta, reveló la división dentro de las filas del partido, hasta el punto de que alrededor de 70 legisladores del PdL estaban dispuestos a dividirse para apoyar al gobierno, en caso de que Berlusconi y el partido hubieran decidido no hacer lo mismo. Ante este ultimátum, Berlusconi dio un giro de 180 grados pocos minutos antes de la votación y posteriormente intentó un proceso de reconciliación dentro del partido para evitar la división. El resultado fue una clara victoria de las palomas y de la "facción ministerial" del PdL, que siguió en el gobierno. Raffaele Fitto, democristiano y líder de los autoproclamados "leales" (la corriente principal del partido, entre ellos Mariastella Gelmini, Mara Carfagna, etc.), apoyado por Galán y Bondi, anunció su desacuerdo con la línea política de Alfano y propuso un congreso para decidir la posición del partido, mientras que los líderes de la sala, Maurizio Gasparri, Altero Matteoli, Paolo Romani y otros, se declararon "mediadores".
El 25 de octubre, el comité ejecutivo del PdL votó a favor de suspender todas las actividades del partido y propuso la transformación del partido actual en el nuevo FI. En consecuencia, todos los cargos directivos del PdL fueron revocados temporalmente y se convocó un consejo nacional para el 16 de noviembre. Para aprobar la propuesta del ejecutivo sobre el futuro del partido, se necesitaba una mayoría de 2/3 entre los delegados votantes en el consejo nacional.
El 16 de noviembre de 2013, el PdL fue disuelto formalmente y reemplazado por el nuevo FI, mientras que un día antes un grupo de disidentes, encabezados por Alfano y entre ellos los cinco ministros del PdL, habían anunciado la formación de grupos parlamentarios separados, llamados Nueva Centroderecha (NCD).

## Ideología y facciones
El PdL pretendía combinar las tradiciones de sus dos principales predecesores, Forza Italia (FI) y Alianza Nacional (AN), así como sus socios más pequeños, entre ellos los Populares Liberales, la Democracia Cristiana por las Autonomías, el Nuevo Partido Socialista Italiano, los Reformistas Liberales y Acción Social. A FI, fundado en 1994 por Silvio Berlusconi, se unieron principalmente ex demócratas cristianos, socialistas y liberales que habían visto desaparecer sus partidos en medio de los escándalos del Tangentópolis. AN, sucesor del posfascista Movimiento Social Italiano (MSI), se había convertido en un partido conservador respetable bajo el liderazgo de Gianfranco Fini. FI y AN comenzaron a cooperar y fueron los pilares de las coaliciones de centroderecha Polo del Buen Gobierno, Polo de las Libertades y Casa de las Libertades. La "Carta de Valores" del PdL subrayó el carácter "cristiano" y "liberal" del partido, presentándolo como un defensor de los valores tradicionales así como de la responsabilidad individual y la autodeterminación. El documento destacó la adhesión del partido a los valores y la plataforma del Partido Popular Europeo (PPE), su apoyo a la integración europea y a la transformación de Italia en un Estado federal.
El PdL fue un ejemplo clásico de partido atrapalotodo. Las principales corrientes culturales del partido eran la democracia cristiana y el conservadurismo liberal, pero no hay que subestimar el peso de los procedentes de la derecha AN y el papel relevante desempeñado por los ex socialistas, que estaban desproporcionadamente representados en el Cuarto Gobierno Berlusconi. Cuatro ministros destacados (Giulio Tremonti, Franco Frattini, Maurizio Sacconi y Renato Brunetta) procedían del antiguo PSI, mientras que otro socialista, Fabrizio Cicchitto, era el líder del partido en la Cámara de Diputados. Esto no quiere decir que todos los ex socialistas fueran en realidad socialdemócratas; por ejemplo, mientras Tremonti criticaba abiertamente la globalización y no le entusiasma la flexibilidad laboral, Brunetta era una liberal de libre mercado y frecuentemente chocó con Tremonti por la política económica y fiscal. Además, las alianzas internas a menudo no eran consistentes con la afiliación previa de los miembros del partido. En cuestiones como el final de la vida, Sacconi, un ex socialista que aún afirmaba ser socialdemócrata, se puso del lado de los democristianos del partido y del ala socialconservadora de la antigua AN, mientras que varios miembros procedentes del MSI se aliaron con el ala liberal de la antigua FI. Esto no es una sorpresa, ya que el último MSI también tenía una fuerte tradición secular, mientras que FI englobaba tanto a conservadores sociales como a liberales sociales intransigentes. En materia de economía, Tremonti, que provenía de FI, estuvo a menudo en desacuerdo con ex liberales del FI como Antonio Martino y Benedetto Della Vedova, y fue atacado por Giancarlo Galán por ser "socialista".
Los valores tradicionales y la economía social de mercado adquirieron importancia en la retórica del nuevo partido, reemplazando en parte el gobierno pequeño y los ideales económicos libertarios expresados por FI. En este sentido, Sacconi resumió las propuestas económicas del PdL con el lema "menos Estado, más sociedad"; sin embargo, en el PdL todavía había algo de espacio para la Reaganomics, con Berlusconi defendiendo a menudo impuestos más bajos y Tremonti a favor de la desregulación y contra la burocracia.

### Facciones (a noviembre de 2011)
El partido albergaba una amplia gama de facciones, grupos y partidos asociados, cuya ideología iba desde la socialdemocracia hasta el conservadurismo nacional. En noviembre de 2011, las facciones, enumeradas por ideología política, eran las siguientes:
- Democristianos. El núcleo de la antigua Forza Italia (FI) más algunos grupos menores (Red Italia, Scajoliani/Fundación Cristóbal Colón, Pisaniani, Democracia Cristiana por las Autonomías, Populares Liberales, Cristiano Reformistas, Federación de Cristianos Populares, y una gran cantidad de grupos locales). Muchos miembros del partido procedían de la tardía Democracia Cristiana: entre ellos Roberto Formigoni, Renato Schifani, Claudio Scajola, Angelino Alfano, Mario Mauro y Maurizio Lupi.
- Liberal-centristas: Varios grupos (Liberamente, Tremontiani, Magna Carta, Dellutriani) presidieron el centro del partido. Liberamente, liderado por Mariastella Gelmini y Franco Frattini, representaban la mayor parte de FI, estaba compuesto por liberales leales a Berlusconi, y era probablemente la facción más grande dentro del partido.
- Liberales: Las facciones liberales de la antigua FI (Free Foundation, Liberalismo Popular) además de algunas agrupaciones nuevas (principalmente Contracorriente). Los principales liberales dentro de las filas del PdL fueron Antonio Martino, Raffaele Costa, Giancarlo Galan y Daniele Capezzone.
- Socialdemócratas: Los socialdemócratas de la antigua FI, sus organizaciones (Reformismo y Libertad, Nosotros Reformistas, Reformistas Italianos, Reformistas Europeos), más el Nuevo Partido Socialista Italiano. En particular, varios miembros destacados del partido comenzaron su carrera política en el Partido Socialista Italiano y algunos de ellos todavía se identificaban como socialistas miembros del PdL: Franco Frattini, Giulio Tremonti, Maurizio Sacconi, Renato Brunetta, Fabrizio Cicchitto y Stefano Caldoro.
- Conservadurismo liberal: El grueso de las principales facciones de la ex Alianza Nacional (AN)  (Nueva Alianza, Derecha Protagonista), así como personas de otros partidos; Maurizio Gasparri e Ignazio La Russa reorganizaron su facción en la Italia Protagonista, mientras Altero Matteoli lanzaba la Fundación de la Libertad.
- Conservadores nacionales: La derecha de la antigua AN, que estaba representada por varios grupos (Nueva Italia, Movimiento por Italia, Derecha Libertaria).
- Grassroots: Clubes de centro derecha en la tradición de los primeros tiempos de la FI (Promotores de la Libertad, Asociación Nacional Círculo de la Libertad, Circulos del Buen Gobierno).

### Facciones (a octubre de 2013)
Además de las facciones mencionadas anteriormente, a partir de 2013 se distinguieron cuatro grandes grupos:
- Palomas (colombe). Estos eran centristas, principalmente democristianos y socialdemócratas, favorecían una mayor autonomía del partido frente a Silvio Berlusconi, apoyaban al gobierno Letta y lideraban el partido desde la minoría. Entre las palomas se encontraban Angelino Alfano, Maurizio Lupi, Gaetano Quagliariello, Beatrice Lorenzin, Nunzia De Girolamo, Fabrizio Cicchitto, Roberto Formigoni, Carlo Giovanardi, y, hasta cierto punto, Renato Schifani.
- Mediadores (mediatori). Estos centristas, incluidos Renato Brunetta, Maurizio Gasparri, Altero Matteoli, Paolo Romani, Paolo Bonaiuti, Michela Vittoria Brambilla, Osvaldo Napoli y Stefano Caldoro, favorecían la unidad del partido por encima de todo.
- Leales (lealisti). Estos eran partidarios de Berlusconi y de la Forza Italia original, incluidos la mayoría de los conservadores liberales del partido y muchos democristianos, se opusieron a la línea de Alfano. Entre los leales se encontraban Raffaele Fitto, Mara Carfagna, Mariastella Gelmini, Mario Mantovani, Francesco Nitto Palma y Renata Polverini.
- Halcones (falchi). Estos liberales de línea dura, incluidos Denis Verdini, Daniela Santanchè, Giancarlo Galan, Sandro Bondi, Niccolò Ghedini y Daniele Capezzone, fueron los partidarios más leales de Berlusconi y repetidamente intentaron convencerlo de derrocar al gobierno Letta. La mayoría de ellos también podrían haber sido considerados "leales".

El 15 de noviembre, un día antes de la disolución del PdL en la nueva FI, las "palomas" abandonaron el partido para formar la Nueva Centroderecha.

### Partidos asociados
El PdL concedió apoyo financiero a varios partidos menores de centroderecha. Contribuyeron con un millón de euros a los Liberal Demócratas, cuyos diputados fueron elegidos en la lista del PdL en 2008, y abandonaron el campo gubernamental después de algunos meses, pero regresaron en abril de 2011. Otros partidos que recibieron pagos del PdL fueron Fuerza del Sur (€300.000), Democracia Cristiana de Campania (€144.000), Acción Social (€100.000), Democracia Cristiana por las Autonomías (€96.000), Alianza del Centro (€80.000), Movimiento de Responsabilidad Nacional (€49.000) y la Federación de Cristianos Populares (€40.000).

## Apoyo popular
El PdL tenía sus bastiones en el sur de Italia, especialmente en Campania, Apulia y Sicilia, pero su base de poder incluía también dos regiones del Norte, Lombardía y Véneto, donde, sin embargo, el partido sufrió la competencia de la Liga Norte, que controlaba las gobernaciones de Piamonte, Lombardía y Véneto. Las regiones gobernadas por un gobernador del PdL en 2013 eran sólo cuatro (Campania, Calabria, Abruzos y Cerdeña), muchas menos que el Partido Democrático y sus aliados, que controlaban doce.
En las elecciones generales de Italia de 2008, el partido obtuvo más del 40% en Campania (49,1%), Sicilia (46,6%), Apulia (45,6%), Lacio (43,5%) y Calabria (41,2%). En las elecciones generales de Italia de 2013, en las que el PdL sufrió una dramática pérdida de votos, el partido se mantuvo fuerte en Campania (29,0%), Apulia (28,9%) y Sicilia (26,5%).
Los resultados electorales del PdL en las regiones de Italia se muestran en la siguiente tabla. Como el partido se lanzó en 2007, los resultados electorales de 1994 a 2006 se refieren al resultado combinado de los dos principales partidos precursores, Forza Italia y Alianza Nacional.
| Regiones      | Generales de 1994 | Regionales de 1995 | Generales de 1996 | Europeas de 1999 | Regionales de 2000 | Generales de 2001 | Europeas de 2004 | Regionales de 2005 | Generales de 2006 | Generales de 2008 | Europeas de 2009 | Regionales de 2010 | Generales de 2013 |
| ------------- | ----------------- | ------------------ | ----------------- | ---------------- | ------------------ | ----------------- | ---------------- | ------------------ | ----------------- | ----------------- | ---------------- | ------------------ | ----------------- |
| Piamonte      | 34,8              | 37,9               | 33,8              | 36,8             | 42,7               | 41,2              | 31,0             | 31,9               | 35,8              | 34,3              | 32,4             | 25,0               | 19,7              |
| Lombardía     | 31,8              | 39,5               | 32,6              | 36,5             | 43,6               | 40,9              | 32,9             | 34,7               | 37,3              | 33,5              | 34,4             | 31,8               | 20,8              |
| Véneto        | 31,4              | 34,7               | 28,8              | 34,3             | 40,2               | 40,5              | 33,6             | 30,8               | 35,8              | 27,4              | 29,3             | 24,7               | 18,7              |
| Emilia-Romaña | 25,5              | 28,5               | 26,6              | 29,0             | 32,6               | 33,5              | 28,2             | 27,1               | 28,8              | 28,6              | 27,4             | 24,6               | 16,3              |
| Toscana       | 27,3              | 32,2               | 30,1              | 30,4             | 35,2               | 34,7              | 28,7             | 27,9               | 29,5              | 31,6              | 31,4             | 27,1               | 17,5              |
| Lacio         | 45,8              | 43,5               | 45,0              | 40,9             | 44,6               | 46,8              | 35,9             | 39,3               | 40,0              | 43,5              | 42,7             | 38,2               | 22,8              |
| Campania      | 40,2              | 37,2               | 42,1              | 35,9             | 32,1               | 46,9              | 32,7             | 22,5               | 39,8              | 49,1              | 43,5             | 31,7               | 29,0              |
| Apulia        | 27,3              | 41,1               | 42,5              | 40,7             | 44,2               | 45,4              | 36,4             | 38,9               | 40,5              | 45,6              | 43,2             | 31,1               | 28,9              |
| Calabria      | 36,2              | 36,0               | 41,7              | 31,6             | 28,7               | 40,9              | 28,5             | 19,9               | 31,7              | 41,2              | 34,9             | 36,3               | 23,8              |
| Sicilia       | 47,6              | 31,2 (1996)        | 48,6              | 38,9             | 36,4 (2001)        | 47,4              | 36,0             | 29,8 (2006)        | 40,0              | 46,6              | 36,4             | 33,4 (2008)        | 26,5              |
| Italia        | 34,5              | -                  | 35,8              | 35,5             | -                  | 41,1              | 32,3             | -                  | 36,0              | 37,4              | 35,3             | -                  | 21,6              |

## Resultados electorales

### Parlamento Italiano
| Cámara de Diputados |                 |       |         |     |                   |          |
| Año electoral       | Votos           | %     | Escaños | +/– | Líder             | Gobierno |
| 2008                | 13.965.781 (#1) | 37,38 | 276/630 | 60a | Silvio Berlusconi | Gobierno |
| 2013                | 7.477.885 (#3)  | 21,56 | 98/630  | 178 | Silvio Berlusconi | Gobierno |

a Respecto a los resultados de Forza Italia en 2006.
| Senado de la República |                 |       |         |     |                   |                                         |
| Año electoral          | Votos           | %     | Escaños | +/– | Líder             | Nota                                    |
| 2008                   | 13.002.249 (#1) | 38,17 | 147/315 | 26  | Silvio Berlusconi | Dentro de la Coalición de centroderecha |
| 2013                   | 6.965.046 (#3)  | 22,30 | 98/315  | 49  | Silvio Berlusconi | Dentro de la Coalición de centroderecha |

### Parlamento Europeo
| Elección | Líder             | Votos      | %     | Escaños | +/–   | Posición |
| -------- | ----------------- | ---------- | ----- | ------- | ----- | -------- |
| 2009     | Silvio Berlusconi | 10.807.794 | 35,26 | 29/72   | Nuevo | 1ero     |

## Liderazgo
- Presidente: Silvio Berlusconi (2008–2013)
- Secretario: Angelino Alfano (2011–2013)
- Coordinador: Sandro Bondi (2009–2013), Ignazio La Russa (2009–2012), Denis Verdini (2009–2013)
  - Secretario de organización: Maurizio Lupi (2009–2013), Daniela Santanchè (2013)
  - Vocera: Daniele Capezzone (2009–2013)
- Líder en la Cámara de Diputados: Fabrizio Cicchitto (2008–2013), Renato Brunetta (2013)
- Líder en el Senado: Maurizio Gasparri (2008–2013), Renato Schifani (2013)
- Líder en el Parlamento Europeo: Mario Mauro (2009–2013), Giovanni La Via (2013)

## Símbolos

Logo oficial
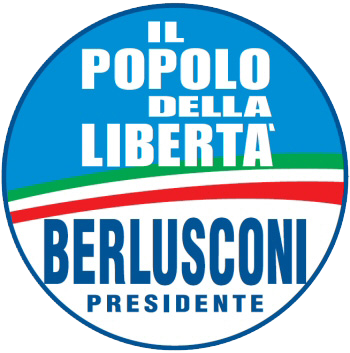
Logo electoral